# Frank Pacheco
Frank Pacheco (Cartagena, Bolívar, Colombia; 8 de noviembre de 1980) es un exfutbolista colombiano. Jugaba como centrocampista y se retiró en el Cúcuta Deportivo de Colombia.

## Clubes
| Club                | País                | Temporada                     | PJ (G)   |
| ------------------- | ------------------- | ----------------------------- | -------- |
| Envigado F. C.      | Colombia            | 1998-2000 2006                | 26 (2)   |
| Independiente       | Argentina           | 2000                          | 6 (0)    |
| Real Cartagena      | Colombia            | 2001 2004-2005 2006 2007 2011 | 72 (8)   |
| Belgrano            | Argentina           | 2001-2002                     | 8 (0)    |
| Olimpo              | Argentina           | 2002-2003                     | 19 (0)   |
| América de Cali     | Colombia            | 2007                          | 14 (2)   |
| Boyacá Chicó        | Colombia            | 2008                          | 19 (3)   |
| Atlético Huila      | Colombia            | 2009                          | 17 (2)   |
| Junior              | Colombia            | 2010                          | 11 (0)   |
| La Equidad          | Colombia            | 2012                          | 29 (4)   |
| Deportivo Pasto     | Colombia            | 2013                          | 43 (3)   |
| Santa Fe            | Colombia            | 2014                          | 15 (0)   |
| Fortaleza           | Colombia            | 2014                          | 16 (0)   |
| Cúcuta Deportivo    | Colombia            | 2015                          | 2 (0)    |
| Total en su Carrera | Total en su Carrera | Total en su Carrera           | 297 (22) |

## Palmarés

### Campeonatos nacionales
| Título          | Club           | País     | Año  |
| --------------- | -------------- | -------- | ---- |
| Primera B       | Real Cartagena | Colombia | 2004 |
| Torneo Apertura | Boyacá Chicó   | Colombia | 2008 |
| Torneo Apertura | Junior         | Colombia | 2010 |